# Alfonso Portugal
Alfonso Portugal (Città del Messico, 21 gennaio 1934 – Atlixco, 12 giugno 2016) è stato un allenatore di calcio e calciatore messicano, di ruolo centrocampista.

## Carriera

### Club
Nel 1967 si trasferì negli Stati Uniti dove giocò per i Chicago Spurs, con cui ottenne il terzo posto della Western Division della NPSL, non qualificandosi per la finale della competizione.

### Nazionale
Con la Nazionale messicana ha preso parte ai Mondiali 1958.